# Binger
Binger és un poble dels Estats Units a l'estat d'Oklahoma. Segons el cens del 2000 tenia 712 habitants.

## Demografia
Segons el cens del 2000, Binger tenia 708 habitants, 281 habitatges, i 202 famílies. La densitat de població era de 350,5 habitants per km².
Dels 281 habitatges en un 33,5% hi vivien nens de menys de 18 anys, en un 54,8% hi vivien parelles casades, en un 12,1% dones solteres, i en un 28,1% no eren unitats familiars. En el 27% dels habitatges hi vivien persones soles el 16,4% de les quals corresponia a persones de 65 anys o més que vivien soles. El nombre mitjà de persones vivint en cada habitatge era de 2,52 i el nombre mitjà de persones que vivien en cada família era de 3,05.
Per edats la població es repartia de la següent manera: un 27,5% tenia menys de 18 anys, un 5,4% entre 18 i 24, un 28,4% entre 25 i 44, un 22,6% de 45 a 60 i un 16,1% 65 anys o més.
L'edat mediana era de 38 anys. Per cada 100 dones de 18 o més anys hi havia 92,9 homes.
La renda mediana per habitatge era de 24.333 $ i la renda mediana per família de 31.406 $. Els homes tenien una renda mediana de 31.625 $ mentre que les dones 19.844 $. La renda per capita de la població era d'11.862 $. Entorn del 15,5% de les famílies i el 22,3% de la població estaven per davall del llindar de pobresa.

## Poblacions més properes
El següent diagrama mostra les poblacions més properes.